# ИС-6
ИС-6 (Индекс ГБТУ — Объект 252 (с мех. трансмиссией) и Объект 253 (с электр. трансмиссией)) — прототип советского тяжёлого танка времен Второй мировой войны.

## История создания
13-17 ноября 1943 года Отдел Главного Конструктора (ОГК) НКТП совместно с ВАММ им. Сталина и НАТИ под общим руководством зам. начальника ГБТУ И. Лебедева провели разработку требований ТТЗ по теме «танк прорыва большой мощности».
Первая машина — «Объект 253» (в некоторых источниках ошибочно именуется как ИС-5) — была оборудована ходовой от ИС-2. Главной особенностью проекта стало применение впервые в советском танкостроении электромеханической трансмиссии, дизель В-12У с наддувом смонтировали совместно с генератором, который в свою очередь питал реверсивные электромоторы, связанные через планетарные бортовые редукторы с ведущими катками. В одном блоке с ним был трёхфазный генератор для зарядки аккумуляторов и привода вентиляторов системы охлаждения дизеля и трансмиссии. Установка электромеханической трансмиссии обеспечила бесступенчатое изменение крутящего момента на ведущих колёсах в зависимости от дорожных условий, а также плавные повороты любого радиуса без внутренних потерь мощности. Это облегчило управление танком и способствовало повышению его манёвренных качеств. Однако, электротрансмиссии были свойственны и недостатки. Главный генератор ИС-6 весил 1,7 т. Из-за сильного нагрева электроустройств пришлось внедрить сложную сеть воздуховодов, а вентиляторы отнимали у двигателя немалую долю мощности. Добавим к этому расход дефицитной меди. Эти факторы помешали серийному производству таких танков.
На втором «Объект 252» применили ходовую часть и уже зарекомендовавшую себя обычную механическую трансмиссию типа от ИС-3, но в его ходовой части были применены опорные катки большого диаметра (внешне как на Т-34), а поддерживающие катки отсутствовали. Масса танка уменьшилась с 54 до 51,5 т, скорость возросла с 35 до 43 км/ч.
Летом 1944 года танки начали изготавливать на Уралмашзаводе, так как ЧКЗ был загружен работами по серийным машинам и «Объекту 701». Здесь же разработали и электромеханическую трансмиссию для танка и выпустили рабочие чертежи.
И всё же явных преимуществ перед серийными ИС-2 и ИС-3 не оказалось. Оба танка, поступившие на испытания, уступали по броневой защите ИС-4 («Объект 701»), не превосходя его в вооружении и подвижности. Вариант танка ИС-6 с механической трансмиссией не имел никаких преимуществ перед другими тяжелыми танками, а «Объект 253» был забракован из-за большой массы как самого танка, так и электротрансмиссии, а также из-за низкой надёжности последней. Танки на вооружение не были приняты. В итоге конструкторы переключились на следующую модель — ИС-7, которую выпустили в 1948 г.

## ИС-6 в виде стендовых моделей
В настоящее время доступны только модели в масштабе 1:72 от болгарской компании «ОКБ Григоров», которая делает оба прототипа — Объект 252 и Объект 253.

## ИС-6 в играх
- World of Tanks: Танк представлен в игре как премиумный танк 8 уровня. Также присутствует Объект 252У, отличающийся «щучьим носом».
- War Thunder: Добавлен с патчем 1.67 в качестве премиумного тяжёлого танка 5 ранга.
- World of Tanks Blitz: Танк представлен в игре как премиумный тяжёлый танк 8 уровня. Также присутствуют 2 его варианта: ИС-6 Бесстрашный, имеющий уникальный камуфляж, и Объект 252У с «щучьим носом».